# 周光爕
周光爕（1582年—？），字則和，號和則，河南開封府杞县民籍，浙江永康县人，明朝政治人物。

## 生平
幼丁外艰，奉母以孝闻，抚诸弟曲尽友爱。万历三十一年（1603年）癸卯科河南乡试举人，三十五年（1607年）丁未科進士，工部觀政，三十六年授大理寺評事，三十八年山西恤刑，拔幽出滞，案无冤牍。四十年升右寺副，升刑部员外，升郎中，四十一年升真定知府，清介自持，惠声载道。四十三年升山东副使，四十七年升江西右参政，天启二年三月升廣東按察使，管粮，三年七月升山东右布政，五年考察，崇祯元年（1628年）補山西按察使。

## 家庭
曾祖周晁。祖父周濙，贈文林郎推官。父周九臯，號翀鸣，万历十一年癸未进士，官真定府推官。母孫氏，封孺人。慈侍下。兄光炳。弟光熨、光炙、光燹、光燧。從弟周光夏，號敏山，天启五年进士，历任宁国知府、淮安知府、江西按察司副使。